# Copa de la Paz 2005
La Copa de la Paz 2005 o también llamada Peace Cup 2005 fue la segunda edición de este torneo futbolístico veraniego solidario. La edición de este año se disputó en Corea del Sur y participaron ocho equipos de diversas partes del mundo. Fue ganada por el Tottenham Hotspur quien venció por 3 a 1 en la final al Olympique de Lyon.

## Diseño de la competición
El torneo comienza con una fase de grupos compuesta por 2 grupos de 4 equipos cada uno. El líder de cada grupo se enfrenta para definir la final del torneo.

## Sedes
| Ciudad  | Estadio                        | Capacidad |
| ------- | ------------------------------ | --------- |
| Seúl    | Estadio Mundialista de Seúl    | 66.806    |
| Suwon   | Estadio Mundialista de Suwon   | 43.288    |
| Daejeon | Estadio Mundialista de Daejeon | 40.400    |
| Busan   | Estadio Asiad de Busan         | 53.864    |
| Ulsan   | Estadio Mundialista de Ulsan   | 44.466    |
| Gwangju | Estadio Mundialista de Gwangju | 44.118    |

## Resultados

### Primera fase

#### Grupo A
| Equipo                | Pts. | PJ | PG | PE | PP | GF | GC | Dif. |
| --------------------- | ---- | -- | -- | -- | -- | -- | -- | ---- |
| Olympique de Lyon     | 5    | 3  | 1  | 2  | 0  | 4  | 3  | +1   |
| PSV Eindhoven         | 5    | 3  | 1  | 2  | 0  | 3  | 2  | +1   |
| Once Caldas           | 5    | 3  | 1  | 2  | 0  | 2  | 1  | +1   |
| Seongnam Ilhwa Chunma | 0    | 3  | 0  | 0  | 3  | 2  | 5  | -3   |

| 15 de julio de 2005 | PSV Eindhoven                | 2:1 (2:1) | Seongnam Ilhwa Chunma | Estadio Mundialista de Seúl, Seúl |  |
|                     | Phillip Cocu 4' · Robert 23' |           | Kim Do-Hoon 11'       |                                   |  |

| 15 de julio de 2005 | Once Caldas    | 1:1 (1:1) | Olympique de Lyon    | Estadio Asiad de Busan, Busan |  |
|                     | Elkin Soto 14' |           | Mahamadou Diarra 31' |                               |  |

| 17 de julio de 2005 | PSV Eindhoven | 0:0 | Once Caldas | Estadio Mundialista de Gwangju, Gwangju |  |

| 17 de julio de 2005 | Olympique de Lyon   | 2:1 (1:0) | Seongnam Ilhwa Chunma | Estadio Mundialista de Ulsan, Ulsan |  |
|                     | John Carew 40', 53' |           | Dudu 57'              |                                     |  |

| 20 de julio de 2005 | Seongnam Ilhwa Chunma | 0:1 (0:0) | Once Caldas       | Estadio Mundialista de Daejeon, Daejeon |  |
|                     |                       |           | Cristian Ruiz 79' |                                         |  |

| 20 de julio de 2005 | Olympique de Lyon   | 1:1 (0:1) | PSV Eindhoven | Estadio Mundialista de Suwon, Suwon |  |
|                     | Florent Malouda 48' |           | Robert 37'    |                                     |  |

#### Grupo B
| Equipo            | Pts. | PJ | PG | PE | PP | GF | GC | Dif. |
| ----------------- | ---- | -- | -- | -- | -- | -- | -- | ---- |
| Tottenham Hotspur | 5    | 3  | 1  | 2  | 0  | 6  | 4  | +2   |
| Boca Juniors      | 5    | 3  | 1  | 2  | 0  | 5  | 3  | +2   |
| Mamelodi Sundowns | 3    | 3  | 1  | 0  | 2  | 3  | 6  | -3   |
| Real Sociedad     | 2    | 3  | 0  | 2  | 1  | 1  | 2  | -1   |

| 16 de julio de 2005 | Tottenham Hotspur                    | 2:2 (2:1) | Boca Juniors                          | Estadio Mundialista de Suwon, Suwon |  |
|                     | Jermain Defoe 27' · Ahmed Hossam 31' |           | Marcelo Delgado 3' · Daniel Bilos 71' |                                     |  |

| 16 de julio de 2005 | Mamelodi Sundowns  | 1:0 (0:0) | Real Sociedad | Estadio Mundialista de Daejeon, Daejeon |  |
|                     | Godfrey Sapula 59' |           |               |                                         |  |

| 18 de julio de 2005 | Tottenham Hotspur                            | 3:1 (1:0) | Mamelodi Sundowns   | Estadio Mundialista de Suwon, Suwon |  |
|                     | Robbie Keane 35', 66' · Frédéric Kanouté 50' |           | Lerato Chabangu 77' |                                     |  |

| 18 de julio de 2005 | Boca Juniors | 0:0 | Real Sociedad de Fútbol | Estadio Asiad de Busan, Busan |  |

| 21 de julio de 2005 | Boca Juniors                                           | 3:1 (2:0) | Mamelodi Sundowns  | Estadio Mundialista de Gwangju, Gwangju |  |
|                     | Diego Cagna 9' · Martín Palermo 15' · Neri Cardozo 75' |           | Godfrey Sapula 49' |                                         |  |

| 21 de julio de 2005 | Real Sociedad      | 1:1 (0:1) | Tottenham Hotspur | Estadio Mundialista de Ulsan, Ulsan |  |
|                     | Óscar de Paula 46' |           | Bojas 41'         |                                     |  |

### Final
| 24 de julio de 2005 | Olympique de Lyon  | 1:3 (0:3) | Tottenham Hotspur                               | Estadio Mundialista de Seúl, Seúl |  |
|                     | Hatem Ben Arfa 74' |           | Jérémy Berthod 7' (a.g.) · Robbie Keane 9', 45' |                                   |  |

Campeón

Tottenham Hotspur
1° título

### Máximo goleador
| Jugador      | Equipo            | Goles |
| ------------ | ----------------- | ----- |
| Robbie Keane | Tottenham Hotspur | 4     |